# 魏国宪穆公主
魏国宪穆公主（?—?），唐朝公主，是中国唐朝第九代皇帝唐德宗李适之女。她的生母不详。初封义阳公主。贞元二年（786年），许嫁成德节度使王武俊的儿子王士平。贞元十一年（795年）十月，出嫁。贞元十二年（796年）五月廿七，王士平和郭暧因在唐代宗忌辰宴饮，被贬官。之后，义阳公主任性不法，夫妻反目，唐德宗大怒，将义阳公主关在宫中，王士平拘禁在私邸。王士平到唐宪宗时，举报侄子王承宗暗杀宰相武元衡的阴谋有功（其实是淄青节度使李师道所为），拜左金吾卫大将军。
义阳公主住崇仁坊，王士平住昌化坊。贞元年间，义阳公主去世，追封魏国宪穆公主。权德舆作《赠魏国宪穆公主挽歌词》二首。 